# Raškoviće
Raškoviće (cyr. Рашковиће) – wieś w Serbii, w okręgu zlatiborskim, w gminie Sjenica. W 2011 roku liczyła 45 mieszkańców.